# Parigi-Bruxelles 2011
La Parigi-Bruxelles 2011, novantunesima edizione della corsa, valida come evento dell'UCI Europe Tour 2011 categoria 1.HC, si svolse il 10 settembre 2011 su un percorso di 219,1 km. Fu vinta dal russo Denis Galimzjanov, che terminò la gara in 4h 51' 35" alla media di 45,085 km/h.
Furono 176 i ciclisti che portarono a termine la competizione.

## Ordine d'arrivo (Top 10)
| Pos. | Corridore           | Squadra       | Tempo    |
| ---- | ------------------- | ------------- | -------- |
| 1    | Denis Galimzjanov   | Katusha       | 4h51'35" |
| 2    | Jaŭhen Hutarovič    | FDJ           | s.t.     |
| 3    | Anthony Ravard      | AG2R La Mon.  | s.t.     |
| 4    | Stefan van Dijk     | Verandas Wil. | s.t.     |
| 5    | Takashi Miyazawa    | Farnese Vini  | s.t.     |
| 6    | Borut Božič         | Vacansoleil   | s.t.     |
| 7    | Alexander Kristoff  | BMC           | s.t.     |
| 8    | Daniele Colli       | Geox-TMC      | s.t.     |
| 9    | Michael Van Staeyen | Topsport Vl.  | s.t.     |
| 10   | Cyril Lemoine       | Saur-Sojasun  | s.t.     |